# Ginamaría Hidalgo
Virginia Rosaura Hidalgo, conocida como Ginamaría Hidalgo (Buenos Aires, 28 de agosto de 1927 - Buenos Aires, 10 de febrero de 2004) fue una cantante argentina.

## Primeros años
Hija de padre  y madre argentinos, desde temprana edad demostró condiciones artísticas. Integró elencos de teatro vocacional, estudió ballet y participó en numerosos festivales de danza al mismo tiempo que realizó la carrera del magisterio.
Partió de Argentina a Nueva York con una beca de estudios para la Escuela Juilliard donde la escuchó cantar el maestro Andrés Segovia, quien se convirtió en su mentor. Más tarde, logró la beca de estudios de canto en Santiago de Compostela, España, otorgada por el gobierno español a través del Ministerio de Relaciones Exteriores y Culto.
Después viajó a Madrid y se puso bajo la tutela de Carlota Dahmen Chao, maestra de canto con quien Ginamaria obtuvo el conocimiento de una escuela de canto de elevado nivel.

## Carrera profesional
Antes de regresar a Buenos Aires, audicionó para La Ópera de Los Ángeles bajo la dirección de Henry Lewis y cantó el rol de Zerlina en la producción de “Don Giovanni” de Mozart que se representó en el Pavilion del Centro Musical (The Music Center) de la ciudad de Los Ángeles, California.
Intercalando con su labor de actriz, tuvo la oportunidad de hacer un concierto en Taormina, durante la estación de verano que coincide con el Festival de Cine de esa ciudad. Allí interpretó un recital de música de cámara muy selecto, con diversos estilos recibiendo de la crítica italiana palabras de gran respeto y admiración.
En California, participó en My gun is Quick de 1957, la última película dirigida por Victor Saville. En 1952 había participado en Argentina el filme La encrucijada dirigida por Leopoldo Torres Ríos.
Optó definitivamente por el canto y así llegó a Buenos Aires en donde hizo su debut ante el público argentino en el rol de Violeta en “La Traviata” producción de alto nivel, dirigida por Tito Capobianco, en un ciclo de Canal 9 en donde se llevaron a cabo diversos espectáculos tales como “Tosca” con la participación de Richard Tucker, el famoso tenor norteamericano, la intervención del Ballet Ruso de Montecarlo y Teatro Clásico. En su Traviata la acompañó Carlo Cosutta, tenor lírico de extensa carrera en Europa. 
Luego vinieron diferentes roles en “Los Cuentos de Hoffman” de Offenbach, con Roberto Kinsky como Director. Olimpya, la famosa muñeca en el primer acto, caracterizada por sus articuladas técnicas de coloratura, y en el tercer acto, Antonia, la niña dramática y lírica, en contraste total con la heroína anteriormente mencionada. En “Madama Butterfly” de Puccini representó el rol de Cio-Cio San. Cantó en el debut sudamericano de “Il Campanello”, y en la opereta “El Secreto de Susana” de Wolf Ferrari. Todos estos eventos fueron interpretados en el Teatro Argentino de La Plata, en la capital de la Provincia de Buenos Aires.

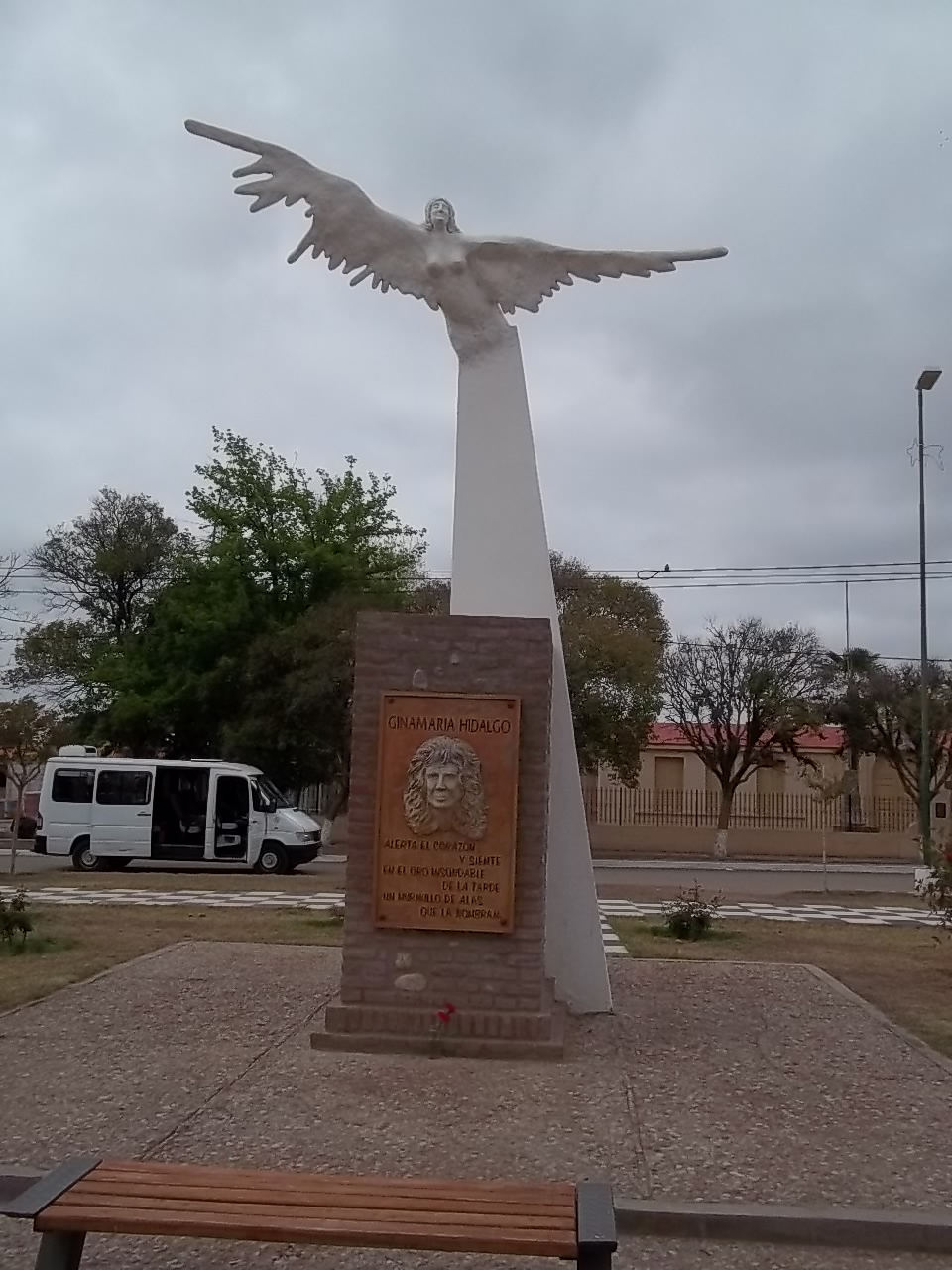
En la Plaza Leopoldo Lugones de Las Peñas, Dpto. Totoral, Córdoba, Mausoleo que contiene las cenizas de Ginamaría Hidalgo.

Al mismo tiempo logró ser presentada en televisión en diversos programas musicales hasta que llegó a la realización de su propio programa, ”Las Noches de Ginamaria”, que se originaron en “Las 4 Noches” para convertirse en 48 Noches, durante más de dos años consecutivos, obteniendo buena recepción del público y la crítica.
Fue galardonada con la  “Cruz de Plata” del Semanario Esquiú, dos ”Martín Fierro” de APTRA (Asociación de periodistas de Radio y TV Argentina), y el premio ”Bamba de Oro”, en dos oportunidades. También recibió los premios “Racimo de Uvas”, “Monumento a la Bandera”, y el ”Gardel de Oro”.
Asimismo, sus discos de larga duración tuvieron buena acogida y alcanzaron el éxito de ventas, siendo reconocida por el Instituto de Opinión Pública durante 2 años consecutivos como “Lo mejor en la música y el disco” y como “Elemento vital para la música Argentína".
Dio un recital benéfico en el Teatro Colón de Buenos Aires, y 2 presentaciones en el “Luna Park” con asistencia de más de 20 mil personas.
Viajó a Perú, Venezuela, Colombia, México, Uruguay, Paraguay, Panamá, Berlín, Roma, Sicilia, Portugal, el Carnegie Hall en New York, una gira por Japón y una larga temporada en Puerto Rico.
Fue llamada desde Washington D. C. para cantar a su Santidad el Papa Juan Pablo II, en su visita a la OEA (Organización de Estados Americanos).
Fue llamada por el presidente de Perú en ocasión del Festival a beneficio de la infancia de ese país y desde Lima fue invitada a hacer un especial para Televisión en Machu-Pichu.
Fue convocada para cantar en el Festival de Fin de Año en el Palacio de Santo Domingo, República Dominicana, invitada por el presidente Joaquín Balaguer, a beneficio de la infancia de su país.
Su primer libro autobiográfico Argentino, yo también soy Argentina fue editado durante la Dictadura militar y fue quitado de la venta ante la prohibición del régimen. Preparó también otras ediciones literarias y continuó activa hasta el final de su vida.

## Vida privada
En 1954 se casó en los Estados Unidos con Emmet Walter Wendt, un piloto de pruebas de la fuerza aérea de ese país, con quien tuvo su único hijo, Jean Paul.
Luego de divorciarse, sostuvo un romance con el compositor Acho Manzi y se casó en segundas nupcias con el bioquímico argentino Juan José Olarte, de quien se separó al poco tiempo,

## Distinciones
- 2003 	 LA ORDEN DEL BUZÓN, distinción otorgada por el Museo Mano Blanca, Barrio Pompeya, Ciudad de Buenos Aires, Argentina, a aquellos ciudadanos que se han destacado en las Artes, las Letras, el Teatro, y la Música.

- 2002 	 VISITANTE ILUSTRE, distinción otorgada por el Intendente de la Ciudad de La Plata, Provincia de Buenos Aires, Argentina.

- 2002 	 ESTATUILLA A “LA CONDUCTA”, programa radial Los Años Dorados, Radio Splendid, Buenos Aires, Argentina.

- 1999 	 DISTINCIÓN EVITA DE ORO 1998, por la Fundación Eva Perón de Buenos Aires, Argentina, reconociendo “en su persona a una Comunicadora Social con talento internacional”.

- 1998 	 PREMIO FRANCISCO CANARO: digno reconocimiento a su obra, trayectoria y aporte a la música nacional. SADAIC, Argentina.

- 1998 	 DISTINCIÓN del programa radial, “El Cantar de los Cantares”, de Radio Abierta, 91.1 FM, por connotación de los versos del poema Gente de Hamlet Lima Quintana, Buenos Aires, Argentina.

- 1997 	 GARMAZ DE ORO, por ser una de las cantantes Argentinas más premiada en su país y en el mundo.

- 1997 	 FUNDACION DON BOSCO: Distinción Esperanza, Buenos Aires, Argentina.

- 1995 	 FUNDACION SAN FRANCISCO DE ASIS: Distinción por contribuir a la Paz Mundial, Buenos Aires, Argentina.
- 1995 	 CAFÉ TORTONI: Distinción al Mérito por su Trayectoria como cantante.

- 1995 	 PREMIO NACIONAL AL MÈRITO: Por su destacada labor como cantante y su obra Benéfica para Hospitales, Escuelas, Cárceles, Asilos de ancianos, etc.

- 1995 	 INSTITUTO INTERNACIONAL PARA LA PRESERVACIÓN DEL PATRIMONIO: Diploma de Honor como “Figura Destacada Prominente en la difusión del Acervo Musical Nacional y Continental Americano” (Instituto Mundial con Su Centro en Italia), Buenos Aires, Argentina.

- 1995 	 COSQUIN, FESTIVAL MAYOR DE LA MUSICA ARGENTINA: Distinción El Cantor, estatuilla al Mérito, Peña César Isella.

- 1993 	 Premio GRAN CARLOS GARDEL DE ORO: Centro Cultural del Tango Carlos Gardel, Buenos Aires, Argentina.

- 1993 	 Premio SER NACIONAL: Distinción al Mérito Artístico, Radio Provincia de Buenos. Aires, Argentina.

- 1992 	MEDALLA AL MÉRITO: Reconocimiento por su Trayectoria artística al servicio de la comunidad latinoamericana en los EE. UU, otorgada por el Comité del Desfile De la Hispanidad, ciudad de New York, en conmemorización del 5.º Centenario Del Descubrimiento de América.

- 1991 	 PREMIO ANTONIO PAOLI: Mejor cantante que cantara en la Sala de Festivales, San Juan de Puerto Rico.

- 1990 	 MÉRITO ARTÍSTICO: Gran Universidad de Colombia.

- 1989 	 PREMIO INTRE: Mérito a la Trayectoria Artística, San Juan de Puerto Rico.

- 1987 	 FESTIVAL DE LA CANCION DE NEW YORK: Mérito a uno de los máximos valores y exponentes del arte musical latinoamericano.

- 1987 	 RECITAL DEL AÑO: Recital de canto titulado: “Concierto para una sola voz” por Radio Universidad, San Juan Puerto Rico.

- 1986 	 HONOR AL TALENTO ARTISTICO Y CALIDAD INTERPRETATIVA: Illimani de Comunicaciones SRL Canal 9, Peña de Televisión, La Paz, Bolivia.
- 1986 	 CON GRATITUD Y CARIÑO: Los Niños y Artistas del Perú, Lima, Perú.

- 1985 	 SOL DE ORO: Festival de la Popularidad, Termas de Río Hondo, Argentina.

- 1984 	 BRUJA DE ORO: “Mejor talento vocal” Buenos Aires, Argentina.

- 1984 	MERITO: Comisión Pro-Festejos Patrios del Barrio de Versalles. Buenos Aires, Argentina.
- 1983 	 DISTINCIÓN: Liga de Mujeres de las Naciones Unidas, New York, Estados Unidos.

- 1982 	 HONOR AL MERITO: Espectáculo Internacional, Caracas, Venezuela.

- 1979 	 RECONOCIMIENTO: Actuación en la OEA (Organización de Estados Americanos), Washington D. C., USA, en ocasión de la visita a esa Institución, del Papa Jan Pablo II.

- 1979 	DIPLOMA DE HONOR: por su generosa y altruista participación en el Festival Benéfico Blanco y Negro, Asociación Nacional contra el Cáncer, Ciudad de Panamá, Panamá.

- 1979 	 DISTINCIÓN: Círculo de Periodistas de San Fernando, Buenos Aires.

- 1976 	PREMIO GALAOR: Por su dedicación a la Cultura de la Comunidad Latina de USA. La Tribuna, periódico, New Jersey, Estados Unidos.

- 1976 	 MEJOR CANTANTE EXTRANJERA: Prensa de Japón.

- 1976 	LLAVE DE LA CIUDAD: Otorgada por los artistas y el Sr. Gobernador de Caracas, Venezuela.

- 1974 	REVISTA INFORME: “Estrella 1973”, otorgados a quienes son considerados “las figuras y/o creadores más destacados de los medios publicitarios, televisivos, radiofónicos, teatrales, discográficos para los cuales se edita esta revista”.

- 1973 	MUJER DEL AÑO: Instituto Argentino de la Opinión Pública como “Elemento vital para la Música Argentina”, Recital Teatro Colón, Buenos Aires, Argentina.

- 1973 	CRUZ DE PLATA: Semanario Esquiú por el “Recital del Año, Teatro colón”, Buenos Aires, Argentina.

- 1972 	MUJER DEL AÑO: Instituto Argentino de la Opinión Pública como: “Lo mejor en la Música y el Disco”, Buenos Aires, Argentina.

- 1972 	PREMIO SANTOS VEGA: Décimo Festival de Folklore de Balcarce, Provincia De Buenos Aires, Argentina.

- 1972 	MONUMENTO A LA BANDERA: ciudad de Rosario, Santa Fe, Argentina.

- 1971 	LO MEJOR DEL AÑO 1971: consagrada por la crítica y el público compartiendo dicha distinción con: Julio Iglesias, Rafael, Sandro, y El Ballet Folklórico de México.

- 1970 	GRAN PREMIO KARAMBA: Distinción de periodistas de la ciudad de La Plata, Buenos Aires, Argentina.

- 1969 	BAMBA DE ORO: “Las Noches de Ginamaría” Espectacular semanal, Canal 7, Buenos Aires, otorgado por los críticos y periodistas de la ciudad de Córdoba, Argentina.

- 1969 	RACIMO DE UVAS: “Las noches de Ginamaría” Espectacular semanal, Canal 7, Buenos Aires, otorgado por los críticos y periodistas de la ciudad de San Juan, San Juan, Argentina.

- 1968 	MARTIN FIERRO: Distinción de APTRA (Asociación de periodistas de Televisión y Radio de Argentina) por su actuación estelar en “Las noches de Ginamaría” Espectacular semanal, Canal 7, Buenos Aires, Argentina.

- 1968 	BAMBA DE ORO: “Las Noches de Ginamaria” Espectacular semanal, Canal 7, Buenos Aires, Argentina, otorgado por los críticos y periodista de la ciudad de Córdoba, Argentina.

- 1968 	RACIMO DE UVAS: “Las Noches de Ginamaría” Espectacular semanal, Canal 7 Buenos Aires, otorgado por los críticos y periodistas de la ciudad de San Juan, San Juan Argentina.

- 1968 	CRUZ DE PLATA: Semanario Esquiú, por “Las Noches de Ginamaría”, Espectacular Semanal, Canal 7, Buenos Aires, Argentina.

- 1962 	MARTIN FIERRO: Distinción de APTRA (Asociación de periodistas de Televisión y Radio de Argentina, por “Mejor actuación femenina en Show de Televisión” en CASINO PHILLIPS, Canal 13, Buenos Aires, Argentina.

## Discografía
- Las canciones que canta Ginamaría (1963)
- Noches de Ginamaría (1969)
- Ginamaría canta a Misiones (simple)
- Pedacito de cielo (simple)
- Ginamaría de Argentina (1971)
- Grandiosa Ginamaría (1972)
- Concierto para una sola voz (1972)
- Balada para Violeta (1972)
- La Máxima (1973)
- Memorias de una vieja canción (1973)
- Amar amando (1974)
- Concierto para una sola voz (1974)
- Pedacito de cielo (1974)
- Ave María (1975)
- Romance para la madre y el niño (1975)
- Los gauchos judíos (1975)
- Live in Japan (1976)
- Valses, canciones y tangos (1976)
- La cumparsita (1977)
- Sus grandes éxitos (1979)
- Las Voces de los Pájaros de Hiroshima (1984)
- Live in Puerto Rico, Volumen I (1987)
- Live in Puerto Rico, Volumen II
- Pájaros (1989)
- Con todo mi corazón (1998)
- Mis mejores 30 canciones (2000)
- Los esenciales (2003)
- El ruiseñor (2007) (póstumo)

## Filmografía
- Corazón fiel (1951) Amelia
- La encrucijada(1952) Leonor
- El gran robo (1968) Ana Veronesi
- El mundo es de los jóvenes (1970)
- Argentinísima II (1973)
- Los gauchos judíos (1974)
- Una mariposa en la noche (1977)